# Léon Malaprade
Pour les articles homonymes, voir Malaprade.
Léon André Jean Eugène Malaprade est un chimiste français né le 27 août 1903 à Dieppe et décédé le 25 septembre 1982 à Nancy,. Il est le fils aîné du capitaine au long cours de la marine marchande Léon Joseph Malaprade et de son épouse Alice Morel.

## Biographie

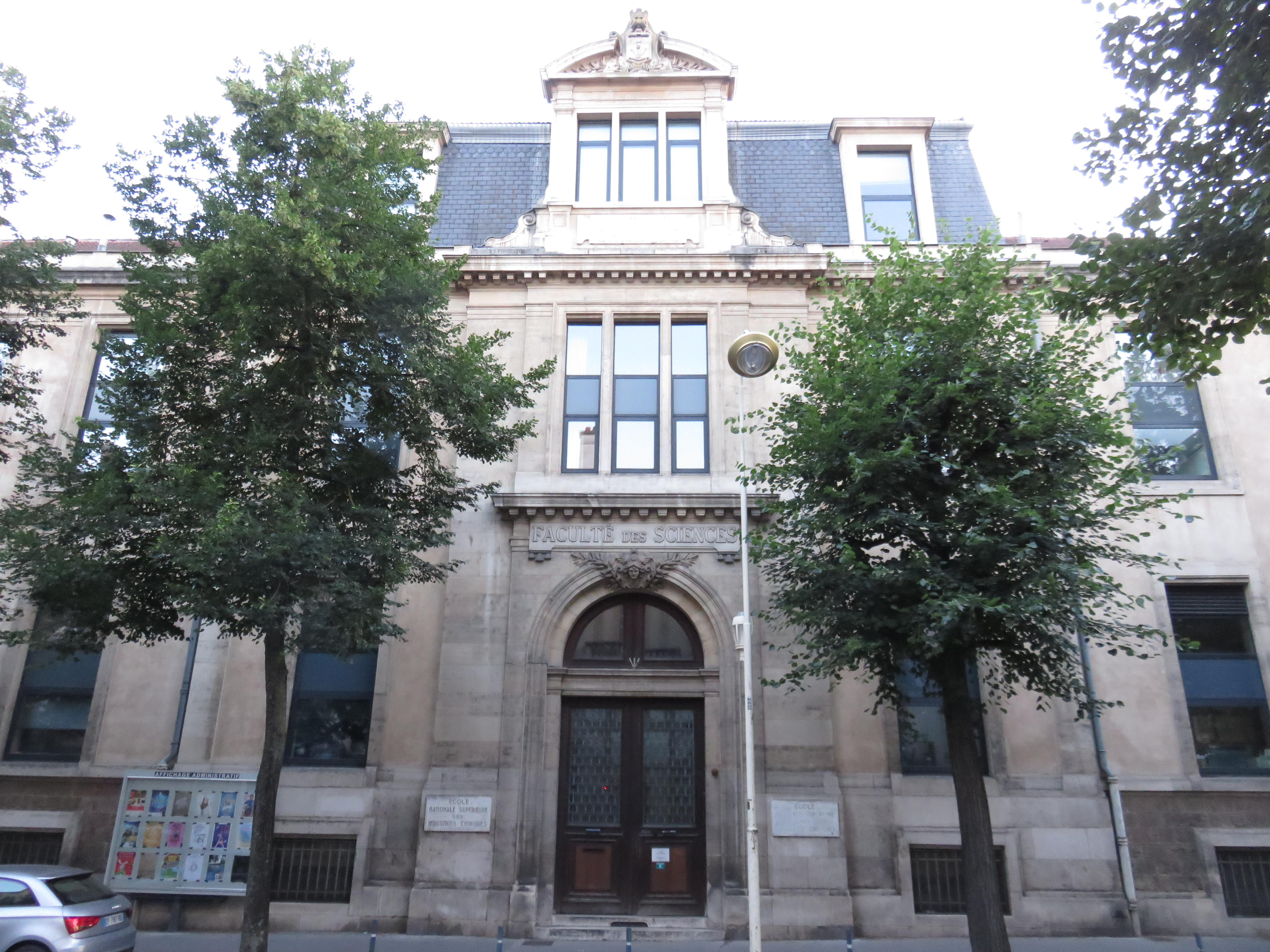
Institut chimique de Nancy - Le bâtiment en 2018

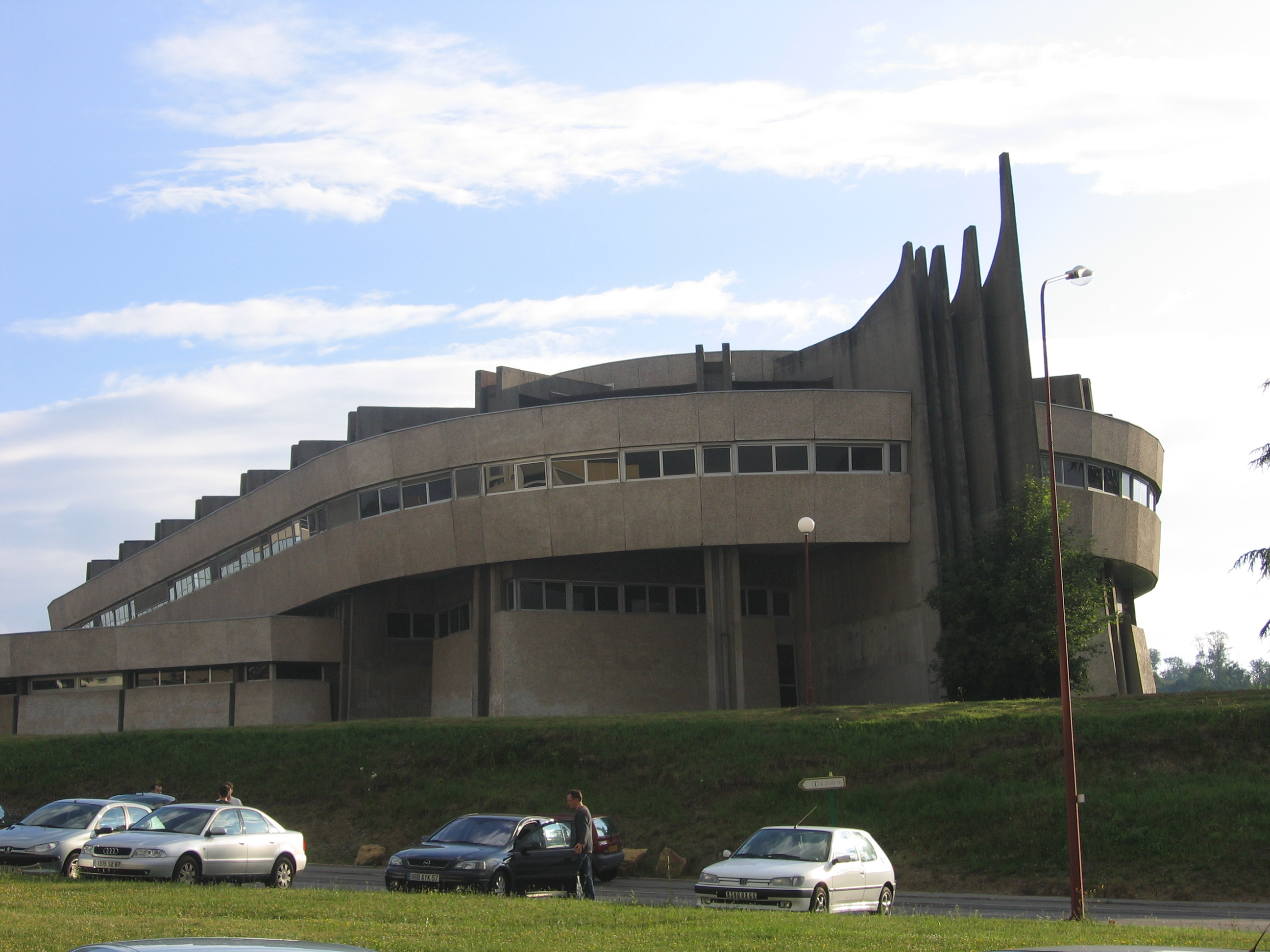
Bibliothèque de l'université de Nancy I. à Vandoeuvre-les-Nancy.

Après des études secondaires au collège Jehan Ango de Dieppe, Léon Malaprade obtient son baccalauréat en 1920 avec les félicitations du conseil de discipline. Léon Malaprade est admis à 17 ans à l'Institut chimique de Nancy. Il obtient son diplôme d'Ingénieur-Chimiste I.C.N. - Institut Chimique de Nancy, qui deviendra plus tard l'E.N.S.I.C.- en 1923, et une Licence ès-Sciences Physiques en 1925. Le 13 octobre 1923 il est nommé préparateur de chimie industrielle. Il est membre de la Société Chimique de France dès 1924.  
Reçu docteur ès-sciences physiques mention « très honorable » en 1928, il consacra toute sa vie professionnelle à l'enseignement à la faculté des sciences de Nancy qui comprenait alors les Grandes écoles et qui deviendra en 1970 l'université de Nancy I. 
- 1930 : assistant
- 1931 : chef de travaux pratiques
- 1956 : maître de conférences-adjoint
- 1959 : maître de conférences
- 1960 : professeur à titre personnel
- 1974 : professeur honoraire des universités

Ingénieur de l’Institut de Chimie de Nancy, il opte pour l’enseignement à la Faculté des Sciences. Préparateur au Laboratoire de chimie industrielle, d'Alexandre Travers, il entreprend des études qui aboutissent en 1928 a sa thèse intitulée Étude de la neutralisation de quelques polyacides minéraux, en particulier acides oxydants et acides complexes. Sa thèse marque le début de brillantes recherches sur les hétéropolyacides molybdique et tungstique qui lui vaudront une renommée internationale. Il a fait œuvre de pionnier.
Ultérieurement, il identifie les produits formés par l'action oxydante de l'acide periodique sur les polyols contenant de deux à six atomes de carbone.
Très sportif, il pratique en parallèle le football au Stade Universitaire Lorrain (ancêtre du SLUC) où il fait régulièrement partie de l'équipe phare du club,,,,,, « un des meilleurs arrières qui existent en Lorraine », selon l'Est Républicain du 30 novembre 1924. Durant l'année universitaire 1922-1923 il est sous-secrétaire de l'association générale des étudiants de Nancy. Il pratique également l'aviron sur la Meurthe et la moto sur sa Terrot. Il encouragera toujours la pratique sportive, quelle qu'elle soit. Il créera les statuts de l'Association Sportive de l'ENSIC en 1953 , association dont il sera un président actif jusqu'en 1969.
En 1930, il est nommé assistant titulaire à l'institut chimique, puis enseignant, chef des travaux de chimie en 1931. 
Le 18 juillet 1932 il épouse Simone Milleur, de cinq ans sa cadette, dont les parents tenaient une pension de famille 30 rue Granville. Ils ont huit enfants, six filles et deux garçons. 
Par décision du CNRS du 6 septembre 1942 il est nommé chargé de recherches.
Il enseigne également à l'École Supérieure de la Métallurgie et de l'Industrie des Mines, à l'Institut d'Électrotechnique et de Mécanique appliquée, à  l'École nationale supérieure des industries chimiques ainsi qu'à l'École supérieure de géologie appliquée.
À partir de 1955 et jusqu'en 1967 il enseigne la Chimie du PCB (certificat propédeutique physique, chimie, biologie) dénommé ensuite C.P.E.M. à la Faculté de médecine de Nancy, enseignement qu'il lègue alors à Daniel Burnel, son élève et assistant.
Nommé professeur à titre personnel, en 1960, il enseigne alors en C4 et C6 de chimie analytique, et également la chimie en B.G.II  (Biologie Géologie).
Il prend sa retraite en 1973, après 50 ans au service de l'enseignement et de la recherche à la Faculté des Sciences de Nancy

## La réaction de Malaprade
Il s'agit de la réaction, qu'il introduit en 1928 et qui porte son nom : les  α-glycols subissent une réaction de coupure en présence d'acide periodique.

Réaction de Malaprade.
Mécanisme de la réaction de Malaprade.

## Publications
- Titrage potentiométrique des Acides oxydants - Bulletin de la Société Chimique de France - Tome 39, 1926, p. 325.
- Constitution des solutions d’acide molybdique ; par MM. A. Travers et Malaprade — Comptes rendus de l’Académie des sciences/Tome 183, 1926[23].

- Constitution des molybdates ; par MM. A. Travers et Malaprade — Comptes rendus de l’Académie des sciences/Tome 183, 1926[24].
- Action des polyalcools sur l'acide périodique - Bull. Soc. Chim. / tome 43, 1928, p. 683.
- Sur un nouvel acide fluoborique ; par MM. A. Travers et Malaprade — Comptes rendus de l’Académie des sciences/Tome 186, 1928[24].
- Étude de la neutralisation de quelques polyacides minéraux (Thèse d'État) - Ann. de Chimie - [10] - Tome 11, 1929, p. 104 à 222.
- Sur l’existence d’une nouvelle catégorie de fluoborates ; par MM. A. Travers et Malaprade 891 — Essais d’isolement - par MM. A. Travers et Malaprade — Comptes rendus de l’Académie des sciences/Tome 187, 1928[25].
- Essais d'isolement de fluoborates ; par MM. A. Travers et Malaprade — Comptes rendus de l’Académie des sciences/Tome 186, 1928[24].
- Quelques polyalcools par l’acide periodique. Applications ; par M. L. Malaprade — Sur l’acide phényléthylmaléique et son isomère cis-trans phényléthylfumarique - Comptes rendus de l’Académie des sciences/Tome 186, 1928[26].
- Dosage volumétrique du cobalt - Bull. Soc. Chum. - Tome 47, 1930, p. 405.
- Séparation et dosage de l'alumine et de l'acide borique - C.R. Acad. Sc. tome 192, 1931, p. 1653.
- Application aux produits silico-alumineux (verres, émaux) ; par MM. Malaprade et Schnoutka - Comptes rendus de l’Académie des sciences/Tome 192, 1931[27].
- Contribution au dosage du manganèse dans les produits ferreux - Bull. Soc. Chim. tome 51, 1932, p. 241.
- "Acides complexes du molybdène et du tungstène" - Article dans le Traité de Chimie Minérale" de Paul Pascal tome XI. 1933 - Masson et Cie éditeurs à Paris.
- Monographie de chimie analytique minérale dans le Traité de Chimie Minérale publié sous la direction de Paul Pascal (1933 - Masson et Cie éditeurs à Paris) et dans le Nouveau traité de Chimie Minérale (1959)[4].
- Étude de l'action des polyalcools sur l'acide periodique et des periodates alcalins - Bull. Soc. Chim. tome 1, 1934, p. 833.
- Action de quelques réducteurs sur le periodate bipotassique - Bull. Soc. Chim. tome 1, 1934, p. 479.
- Méthode acidímétrique de dosage du formol et des sulfites ; par M. Malaprade — Sur le dosage des petites quantités de nitrates dans les eaux riches - Comptes rendus de l’Académie des sciences/Tome 198, 1934, p. 1037[28].
- Dosage acidimétrique de quelques cathions - Bull. Soc. Chim. tome 2, 1935, p. 1094.
- Dosages acidimétriques en présence de cathions variés - Bull. Soc. Chim. tome 3, 1936, p. 359.
- Action de l'acide periodique sur l'hydroxylamine-disulfonate de sodium. Bull. Soc. Chim. tome3, 1936, p. 360.
- Sur l'existence de complexes cupri (III) periodiques cristallisés. C. R. Acad. Sc. tome 204, 1937,p. 979.
- Note sur le dosage acidimétrique de la glycérine au moyen des periodates. Bull. Soc. Chim. tome 4, 1937, p. 906.
- Action de l'acide periodique sur les composés organiques. Bull. Soc. Chim. tome 4, 1937, p.1375.
- Complexes métalliperiodiques. Bull. Soc. Chim. tome 5, 1938, p. 582.
- Choix des indicateurs colorés pour les dosages acidimétriques et alcalimétriques, Ann. de Chimie Analytique, tome 20, 1938, p. 89[29].
- Caractérisation et dosage de l'aluminium par le fluorure de potassium.18e Congrès de Chimie Industrielle - Nancy - Sept. 1938.
- Emploi du periodate bipotassique comme base étalon en acidimétrie. 18e Congrès de Chimie Industrielle - Nancy - Sept. 1938.
- Periodates complexes - I - Cobaltiperiodates. Bull. Soc. Chim. tome 6, 1939, p. 223.
- Bismuthoperiodates. Bull. Soc. Chim. tome 7, 1940, p. 48.
- Nouvelle méthode de dosage volumétrique du bismuth. Ann. de Chimie Anal. tome 22, 1940, p. 5.
- Isolement d'argentiperiodates alcalins - Complexes de l'argent trivalent - Comp. Rend. Acad. Sc. tome 210, 1940, p. 504-505[30]
- Sur les complexes métalli-periodiques. Bull. Soc. Chim. 5, tome 9, 1942, p. 882.
- 1/ Quelques applications analytiques de la dissimulation des cathions métalliques à l'hydrolyse. 2/ Sur les argent III-periodates. Bull. Soc. Chim. 1951, p. 488.
- Dosage iodométrique de l'étain en présence du cuivre. Bull. Soc. Chim. 1951, p. 739.
- Avec M. Coulombeau : Sur les Cuivres III et Argent III periodates et tellurates. Bull. Soc. Chim. 1954, p. 7.
- Avec M. Coulombeau : Action des Argent III et Cuivre III periodates sur l'acide oxalique. C.R. Acad. Sc. 1954, p. 2 322.
- Avec Mme Reffay : Composés céruléo-tungstiques, indicateurs d'oxydo-réduction en titanométrie. Bull. Soc. Chim. 1955, p. 611.
- Sur les dosages du fer et du titane. Soc. Chim. de France- Section de Nancy - Juin 1959.
- Articles : 1/ Acide molybdique et Molybdates  2/ Hétéropolyacides du Molybdène et du Tungtène. in Nouveau Traité de Chimie de Paul Pascal - Masson - 1959.
- Liste des travaux de M. le Professeur Alexandre Travers - 1950. [31].
- Avec Daniel Burnel : Dosage ampérométrique de la silice [32]

## Citations
- « Les biologistes du monde entier parlent, dans le langage quotidien, de substances P.A.S.- positives ; P.A.S.-négatives ; la réaction dite au P.A.S., ou encore réaction de Mc Manus, ou plus rarement réaction de McManus-Hotchkiss fait partie des techniques de la routine la plus banale, notamment dans les laboratoires d’Histologie et d’Anatomie-Pathologique. Mais, qui sait ou qui se souvient qu’elle est issue des travaux d’un éminent chimiste nancéien, le Professeur Léon Malaprade (1903-1982) qui, en 1934, n’imaginait certainement pas que sa “réaction”, appliquée au monde vivant, deviendrait une technique phare de l’histochimie encore balbutiante ? »[33]
- « Parmi eux, évoquons la lignée des grands précurseurs qui avaient créé l’école française, les Antoine Bussy, Marcellin Berthelot, Émile Bourquelot, Henri Hérissey, Paul Fleury, unanimement  reconnus parmi les pionniers mondiaux pour explorer la chimie des sucres et établir la structure des hétérosides et des holosides. En particulier depuis la découverte de Malaprade, à Nancy, en 1938, Fleury commençait à utiliser avec grand succès la fameuse réaction à l’acide periodique qui permit d’élucider la structure de tant de sucres. »[34]

## Médailles et distinctions
- 1922 : Médaille de bronze de la ville de Nancy "Universitas Nanceiana - Vive Labeur" - Sciences
- 1923 : Médaille de bronze de la ville de Nancy "Universitas Nanceiana - Vive Labeur" - Sciences[35]
- 1923 : Prix de la Fondation Georges Arth[35]
- 1923 : Médaille d'argent de la Société Industrielle de l'Est[35]
- 1923-24 : Champion de France universitaire de football [36] - Médaille or et émail tricolore
- 1925 : Champion de Lorraine de football amateur - Médaille de la L.L.F.A. (Ligue Lorraine de Football Amateur)
- 1939 : Officier d'académie[37], [38]
- 1953 : Chevalier de la Légion d'Honneur[39] à titre civil pour ses travaux et services rendus
- 19__ : Commandeur des palmes académiques[40]
- 1974 : Professeur Honoraire des Universités - Décret du Président de la République (G. Pompidou) en date du 12 février 1974.

## Divers
- Léon Malaprade a proposé Gerold Schwarzenbach (de), de l'Université de Zürich, en 1963 pour le Prix Nobel de Chimie[41]« .....la liste des personnes autorisées à «nominer» est plutôt plus restrictive. Pour la chimie par exemple, seuls les membres de l'Académie royale des sciences de Suède, et les professeurs de chimie des universités suédoises,danoises, finlandaises, islandaises et norvégiennes y ont droit automatiquement. Pour compenser ce tropisme nordique, l'académie de sciences doit tout de même ajouter dans ses invitations des professeurs d'au moins six autres universités dans le monde.... »[42],[43] Sollicité une seconde fois en 1968, il proposera de nouveau Gerold Schwarzenbach.